# -gate
Het woordelement -gate wordt sinds het Watergateschandaal in de Engelstalige media (en in navolging soms ook in andere talen) gebruikt om een schandaal in verband te brengen met een bepaalde gebeurtenis of locatie. -gate is het tweede deel in de samenstelling Watergate, de naam van het Watergatecomplex in Washington D.C., waar de inbraak plaatsvond die uiteindelijk heeft geleid tot het aftreden van Nixon als president.

## Watergate
Het Watergateschandaal was in de jaren zeventig dermate belangrijk, en heeft zozeer tot de verbeelding gesproken, waarbij het aanleiding gaf tot boeken en verfilming, dat het een alom bekend begrip is geworden. Het aftreden van een Amerikaanse president was nog nooit voorgekomen. In de praktijk is gebleken, dat bij nieuwe schandalen het woordelement (lexeem) -gate opnieuw wordt gebruikt.

## Morfologie
Hoewel -gate, als deel van een samenstelling, oorspronkelijk een zelfstandig woord is, is het daarmee een productief element geworden, hetgeen wil zeggen dat het in nieuwe combinaties kan worden gebruikt. Daarmee is het vergelijkbaar geworden met een achtervoegsel (suffix), waarmee nieuwe afleidingen kunnen worden gevormd. Niettemin is het juister van porte-manteaus te spreken; twee woorden worden immers ineengeschoven tot één; de combinatie is steeds: X (een aanduiding van het onderwerp dat nu weer stof doet opwaaien) plus Watergate.

## Voorbeelden
Voorbeelden zijn:
- in Amerika: Nipplegate (een bekend schandaal uit 2004 waarbij op televisie een tepel, nipple in het Engels, van Janet Jackson werd ontbloot)
- in Nederland: Mabelgate, een episode die opschudding veroorzaakte rond Mabel Wisse Smit (2003)
- Wereldwijd: dieselgate, een schandaal rond fraude met emissiewaarden van dieselauto's (2015)

- Partygate, een Brits politiek schandaal rond bijeenkomsten en feesten van de regering en de Conservative Party, gedurende de coronapandemie in 2020 en 2021.
- Cablegate: schandaal waarbij klokkenluidersite WikiLeaks vertrouwelijke Amerikaanse diplomatieke telegrammen (cables) lekte die de Amerikaanse diplomatie in verlegenheid brachten.
- Signalgate: schandaal waarbij The Atlantic-journalist Jeffrey Goldberg onbedoeld werd toegevoegd aan een groepsapp met hoge Amerikaanse functionarissen en kon meelezen met uiterst geheime informatie over aanvallen op de Houthi's in Jemen (2025)